# István Hangos
István Hangos (17. dubna 1859 Nové Zámky – 24. března 1922 Nové Zámky) byl československý politik maďarské národnosti a meziválečný senátor Národního shromáždění ČSR za Zemskou stranu zemědělců a malorolníků (pozdější Maďarská národní strana).

## Biografie
Profesí byl malorolníkem z Nových Zámků, kde také zemřel. Pocházel ze staré malozemědělské rodiny. Spoluzakládal Zemskou stranu zemědělců a malorolníků. V Nových Zámcích byl členem mnoha místních spolků.
V parlamentních volbách v roce 1920 získal senátorské křeslo v Národním shromáždění. Byl zvolen za Zemskou stranu zemědělců a malorolníků, která v roce 1922 získala název Maďarská zemská strana zemědělců, malorolníků a živnostníků (a roku 1925 se její název ustálil jako Maďarská národní strana). Do voleb v roce 1920 šla v alianci se Zemskou křesťansko-socialistickou stranou pod názvem Maďarsko-německá křesťansko-sociální strana. Po jeho smrti místo něj do senátu jako náhradník nastoupil József Ficza.